# FreedomPop
FreedomPop és un proveïdor de serveis de telefonia mòbil i connexió sense fils a Internet amb seu a Los Angeles, Califòrnia. L'empresa ofereix serveis gratuïts de telefonia mòbil que inclouen dades, text i veu i ven telèfons mòbils, tauletes tàctils i dispositius de banda ampla per al seu ús amb el seu servei. La companyia va ser fundada per Stephen Stokols i Steven Sesar l'any 2011, i n'era la propietària i operador STS Media Inc.. Inicialment oferia els seus serveis als Estats Units i al Regne Unit, i posteriorment, el juliol de 2016, va començar a operar a Espanya i després a Mèxic. I finalment, el junt del 2019 va ser venguda amb èxit.